# جيم روجرز (لاعب كرة قاعدة)
جيم روجرز (بالإنجليزية: Jim Rogers)‏ هو لاعب كرة قاعدة أمريكي، ولد في 9 أبريل 1872 في هارتفورد في الولايات المتحدة، وتوفي في 21 يناير 1900 في بريدجبورت في الولايات المتحدة.

## وصلات خارجية
- جيم روجرز على موقعبيزبول رفرنس.كوم (الدوري الرئيسي) (الإنجليزية)
- جيم روجرز على موقعبيزبول رفرنس.كوم (الدوري الثانوي) (الإنجليزية)